# Винярня

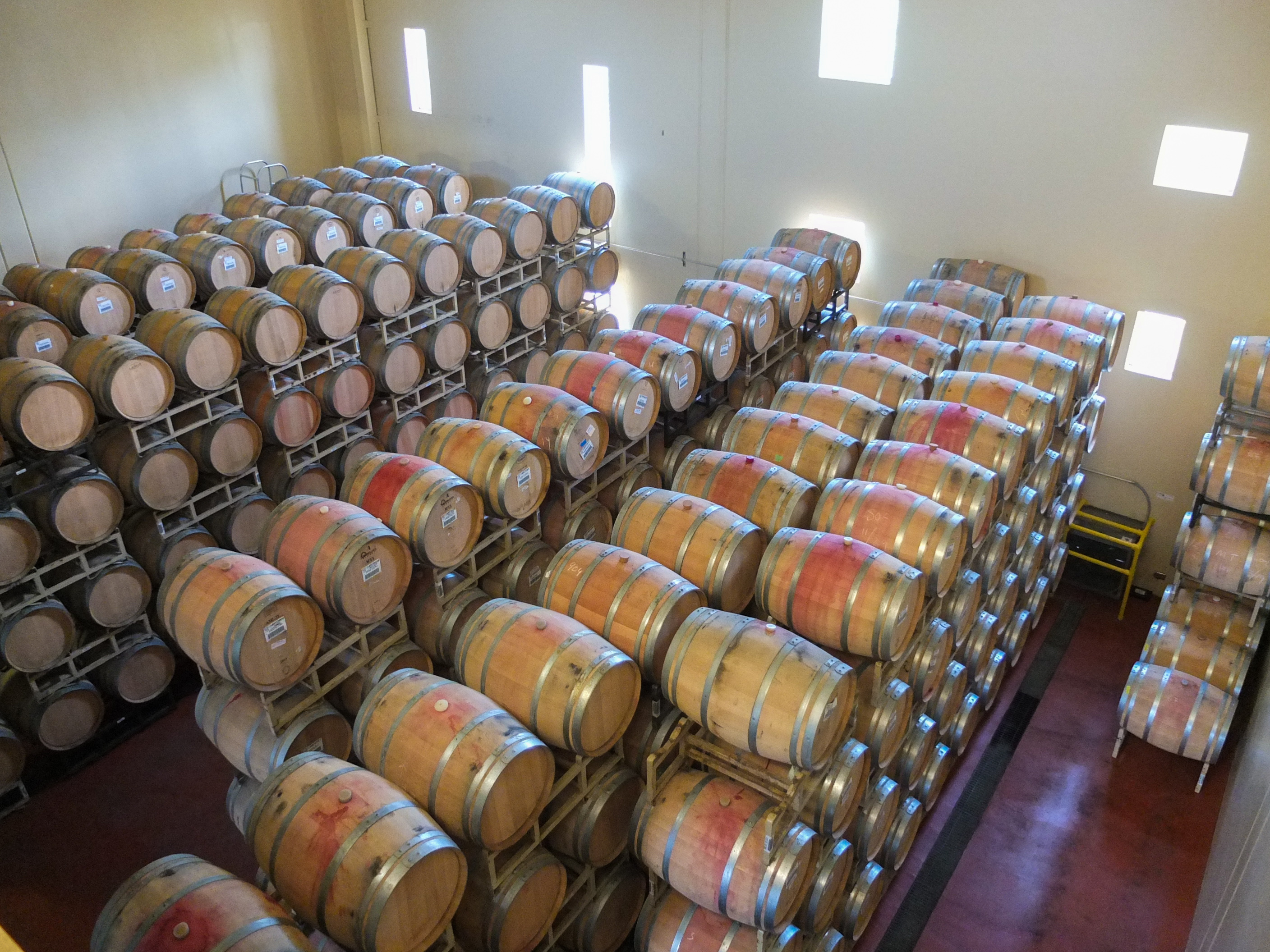
Вино в бочках

Винярня — це господарство з відповідними структурами і технологіями, яке виробляє вино, або бізнес, що займається вирощуванням, виробництвом та реалізацією вина, наприклад, виноробна компанія. Деякі виноробні компанії володіють багатьма винярнями. Окрім обладнання для виноробства, більші винярні також можуть мати склади, лінії розливу, лабораторії та великі резервуари, відомі як резервуарні парки. Винярні, ймовірно, існували ще 8000 років тому.

## Давня історія
Найдавніші відомі свідчення виноробства у відносно великих масштабах, якщо не свідчення існування справжніх винярень, були знайдені на Близькому Сході. У 2011 році команда археологів виявила 6000-річний винний прес у печері в районі Арені у Вірменії та ідентифікувала це місце як невелику винярню. Раніше в північних горах Заґрос в Ірані було виявлено глеки віком понад 7000 років, які містили кристали винної кислоти (хімічного маркера вина), що свідчить про виноробство в цьому регіоні. Археологічні розкопки в південногрузинському регіоні Квемо-Картлі виявили свідчення використання обладнання для виноробства (ємностей, які називаються квеврі), якому 8000 років. У 2017 році за 20 миль на південь від Тбілісі, Грузія, було знайдено залишки 8000-річного об'єкта для великомасштабного виробництва вина.

## Мета

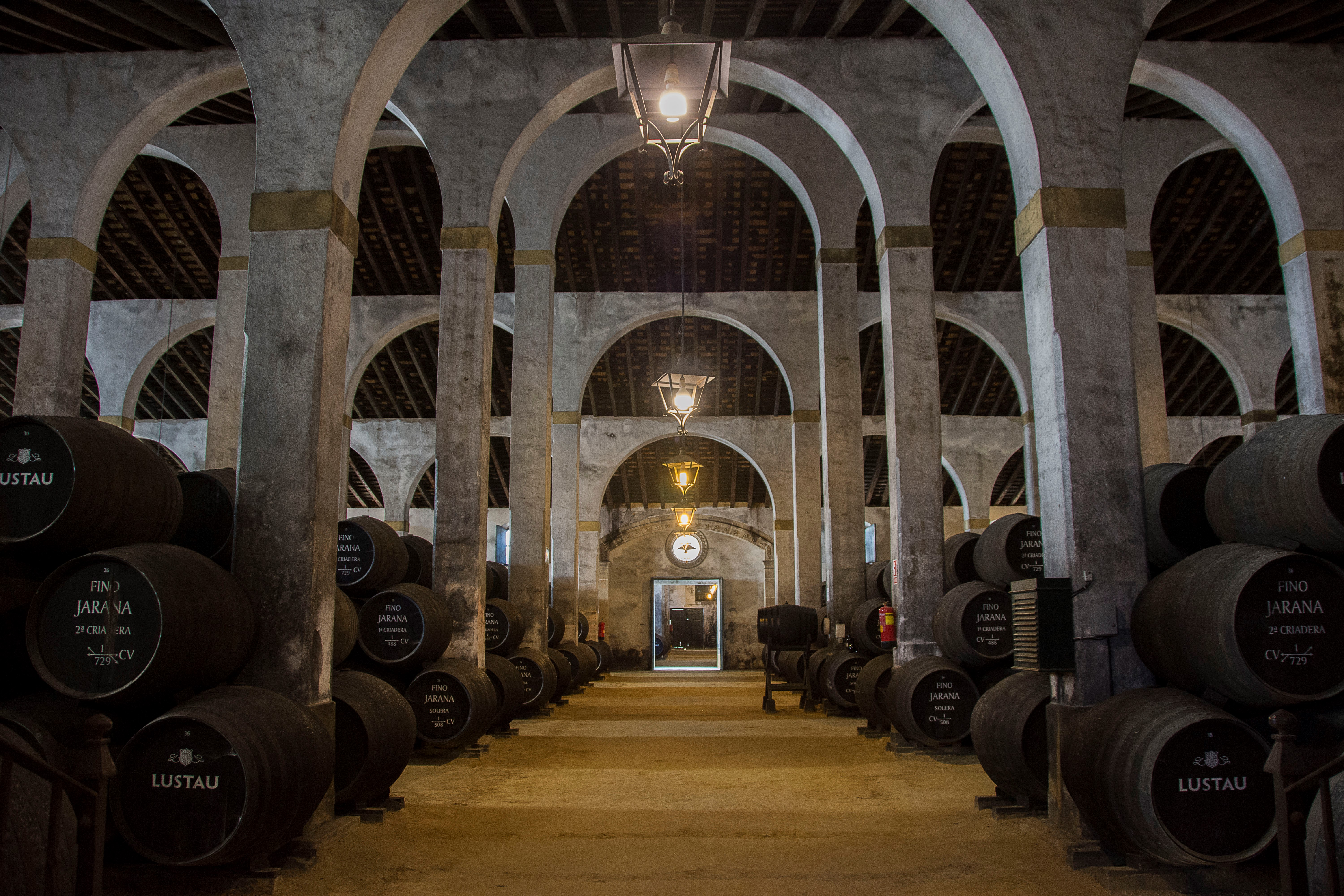
Винярня хересу в Херес-де-ла-Фронтера

Винярні зазвичай наймають виноробів для виробництва різних вин з винограду, дотримуючись певного процесу виноробства. Цей процес включає ферментацію фруктів, а також купажування та витримку соку. Виноград може бути з виноградників, що належать винярні, або може бути привезений з інших місць. Багато винярень також проводять екскурсії та мають двері до льохів або дегустаційні зали, де покупці можуть скуштувати вина, перш ніж купити.

## Типи та місця розташування

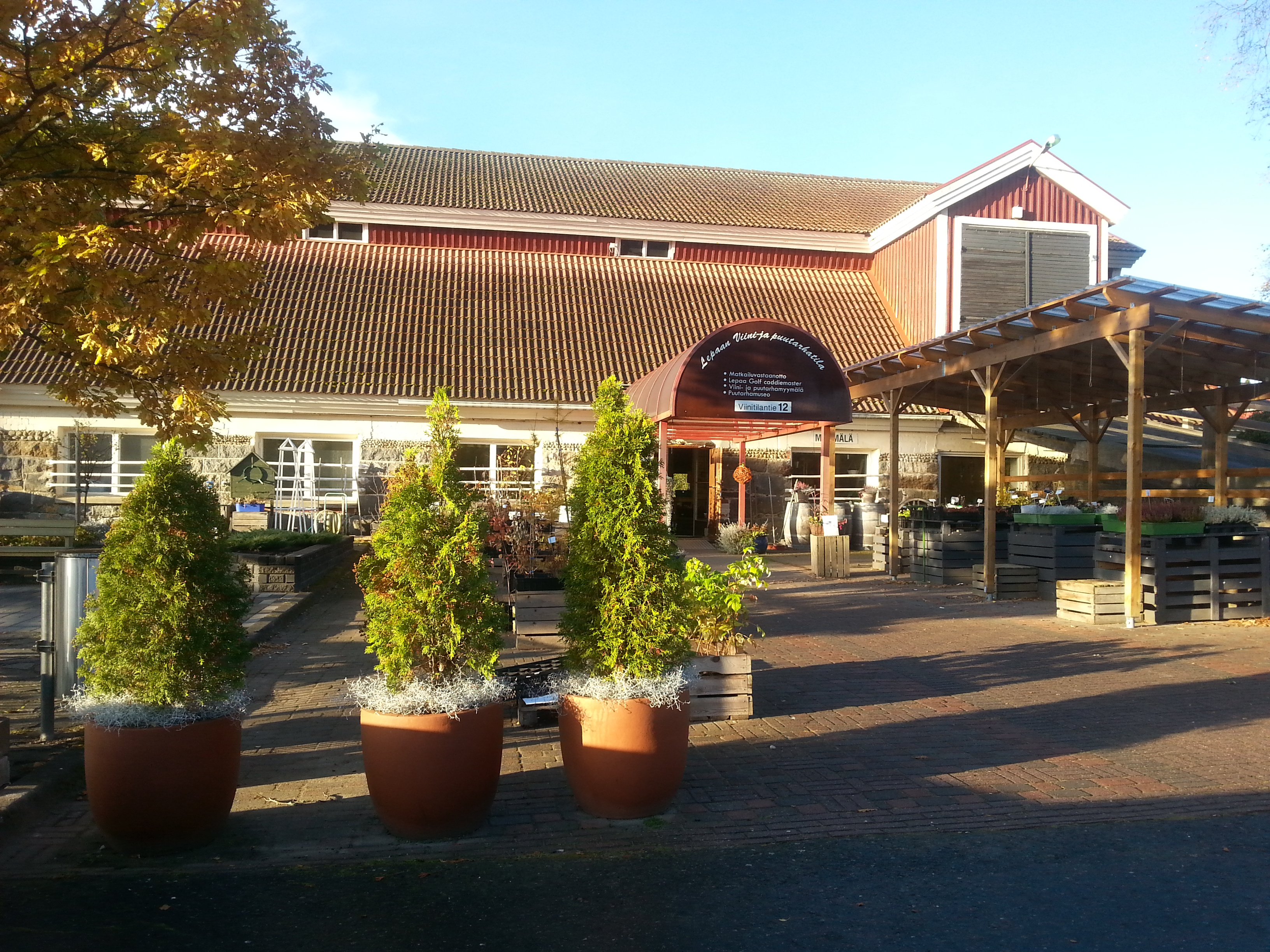
Винярня кампусу Lepaa в Гаттулі, Фінляндія

Хоча деякі асоціюють винярні з великими виноробними регіонами, такими як долина Напа  та долина Сонома в Каліфорнії, долина Баросса в Австралії або легендарні виноробні регіони Франції (Бордо, Бургундія, Шампань) та Італії, винярні можна знайти майже скрізь. На східному узбережжі Сполучених Штатів також є виноробні регіони, такі як регіон Фінґер-Лейкс у Нью-Йорку, острів Аквіднек, штат Род-Айленд, та Лонґ-Айленд, штат Нью-Йорк, і Кейп-Мей, штат Нью-Джерсі, Ніаґара в Канаді. Винярні не обов'язково повинні розташовуватися поруч із виноградниками; виноград можна перевезти куди завгодно. Крім того, люди виготовляють вино з інших плодів та рослин (вино з кульбаб, яблучне вино, полуничне вино, медове вино, вино з маракуї), тому ці спеціалізовані винярні, як правило, з'являються там, де вирощуються інші продукти. Наприклад, винярня на Гаваях виробляє ананасове вино.

## Фермерські винярні

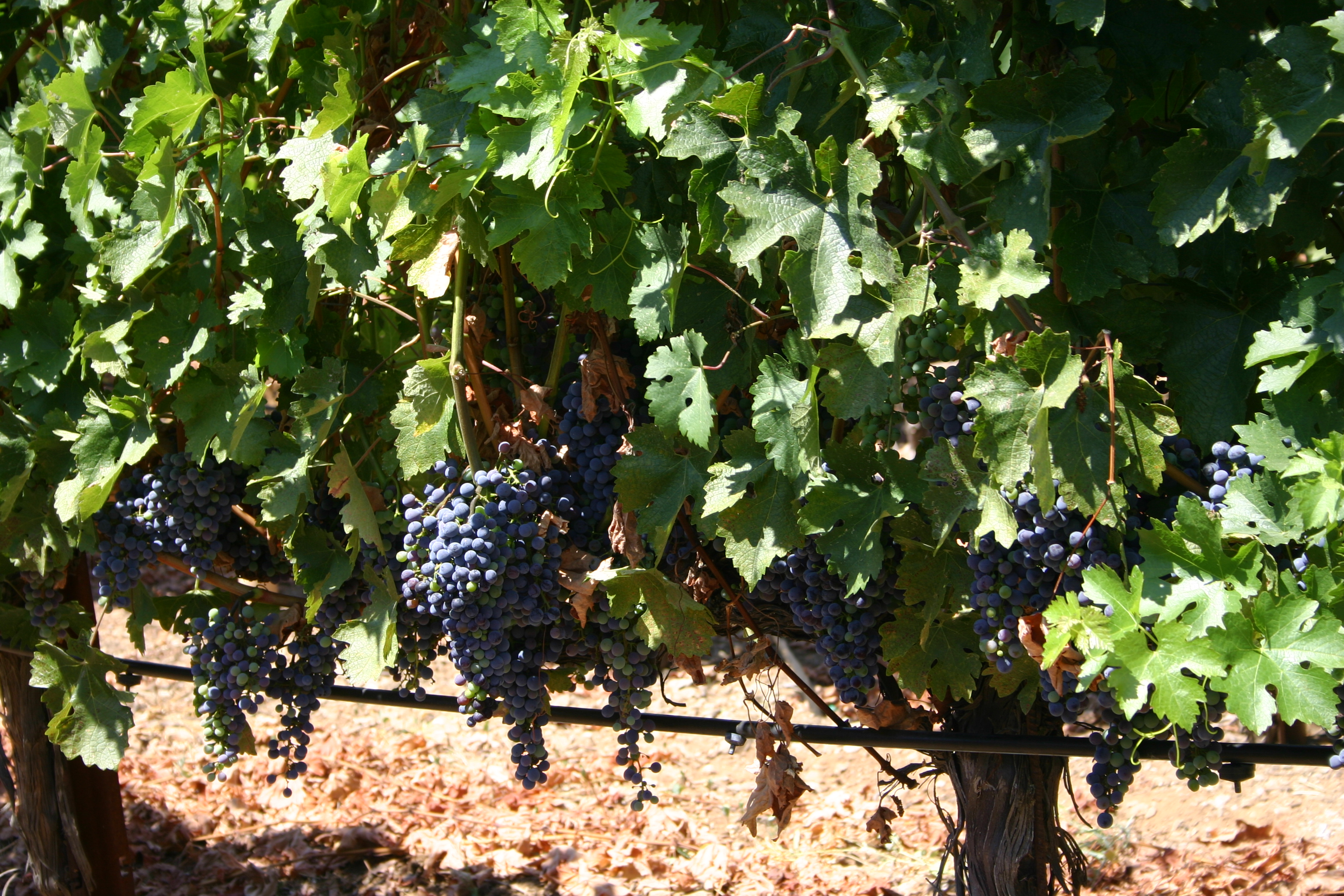
Виноградник фермерської винярні в Напі

Ліцензія на винярню, відома як фермерська винярня, дозволяє фермам виробляти та продавати вина на місці. Фермерські винярні відрізняються від комерційних тим, що плоди, з яких виробляється вино, зазвичай вирощуються на фермі, і кінцевий продукт також продається на фермі. Такі штати, як Нью-Йорк, надали спеціальний дозвіл на відкриття магазину-супутника в туристичній зоні. Прийняття Нью-Йорком Закону про фермерські винярні 1976 року стало прикладом для інших штатів щодо прийняття подібних законів.
Фермерські винярні зазвичай працюють у менших масштабах, ніж комерційні винярні. Фермерські винярні є формою маркетингу з доданою вартістю, відомою як агротуризм, для фермерів, яким в іншому випадку було б важко отримати прибуток.

## Мікровинярня
Мікровинозавод може бути або на невеликому фермерському винограднику, або бути невеликим виробником вина, або ж не мати власного виноградника, а натомість закуповувати виноградну продукцію у зовнішніх постачальників. Концепція схожа на мікроброварню, оскільки невеликі партії продукції виготовляються переважно для місцевого споживання. Однак концепція мікровинярні не так легко сприймається, як концепція мікроброварні, оскільки широка громадськість звикла асоціювати винярню з виноградником. Винярня використовує аналогічне обладнання для виноробства, як і велика комерційна винярня, тільки в меншому масштабі. Скляні бутилі та санітарні пластикові відра часто можна побачити на об'єктах мікровинярні. Зазвичай кожна партія вина дає 23 літри (6 галонів США). Одна з основних відмінностей мікровинярні порівняно з типовою винярнею полягає в тому, що мікровинярня зазвичай може пропонувати ширший асортимент вин, оскільки вона не прив'язана до винограду, який вирощує. Штат Нью-Йорк надає спеціальну ліцензію на мікровинярню , яка вимагає від мікровинярні закуповувати місцеві інгредієнти.

## Міська винярня
Міські винярні — це нещодавнє явище, коли виробник вина обирає розміщувати свої винярні підприємства в міській місцевості в межах міста, а не в традиційній сільській місцевості поблизу виноградників. Завдяки розвитку технологій та транспорту для міських виноробень не є проблемою вирощувати виноград у віддаленому місці, а потім транспортувати його до міських підприємств для подрібнення, ферментації та витримки. Міські винярні були відкриті в містах по всій території Сполучених Штатів, включаючи Сан-Франциско; Сакраменто; Портленд, штат Орегон; Сіетл;  Фредерік, штат Меріленд; Нью-Йорк; Цинциннаті; Сан-Дієго; та Лос-Анджелес, серед інших. винярня Wilridge була першою міською винярнею в Сіетлі. 

## Зовнішні посилання
- Вікісховище має мультимедійні дані за темою: Винярня

1. ↑  Spring Wine Press: What's new at the wineries - Suffolk Times. suffolktimes.timesreview.com. 17 квітня 2011. Архів оригіналу за 8 травня 2011. Процитовано 13 серпня 2025.
2. ↑  ռ/կ, Ազատություն (11 січня 2011). Oldest Ever Wine Press Found In Armenian Cave. «Ազատ Եվրոպա/Ազատություն» ռադիոկայան.
3. ↑  Thomas H. Maugh II (11 січня 2011). Ancient winery found in Armenia. Los Angeles Times.
4. ↑  20631. www.unesco.org. Архів оригіналу за 27 березня 2014. Процитовано 13 січня 2022.
5. ↑  Patrick McGovern; Mindia Jalabadze; Stephen Batiuk; Michael P. Callahan; Karen E. Smith; Gretchen R. Hall; Eliso Kvavadze; David Maghradze; Nana Rusishvili (13 листопада 2017). Early Neolithic wine of Georgia in the South Caucasus. PNAS. 114 (48): E10309—E10318. Bibcode:2017PNAS..11410309M. doi:10.1073/pnas.1714728114. PMC 5715782. PMID 29133421.
6. ↑  Heron, Katrina (16 лютого 2010). Napa Wineries Seek Direct-to-Buyer Sales. The New York Times — через www.nytimes.com.
7. ↑  Finger Lakes Wines. The New York Times — через www.nytimes.com.
8. ↑  New York Alcoholic Beverage Control Section 76-f - Roadside Farm Market License. - New York Attorney Resources - New York Laws. law.onecle.com.
9. ↑  Urban Wine Trails Are Popping Up Across the U.S., from Seattle to Brooklyn. Condé Nast Traveler (амер.). 19 березня 2021. Процитовано 30 листопада 2021.
10. ↑  A Guide to Seattle's Best Urban Wineries. Seattle Met (амер.). Процитовано 30 листопада 2021.
11. ↑  Seattle's oldest winery turns 25. madisonparktimes.com (амер.). Процитовано 30 листопада 2021.